# Paul de Saint-Victor
Paul-Jacques-Raymond Binsse de Saint-Victor, ismertebb szerzői nevén Paul de Saint-Victor (Párizs, 1827. július 11. – Párizs, 1881. július 9.) francia esszéíró, irodalomkritikus.

## Pályafutása
Apja Jacques Bins de Saint-Victor költő, irodalomkritikus, librettista, aki leginkább L'Espérance (A remény) című verséről és Anakreón ódáinak kiváló verses fordításáról ismert. Anyja, Marie-Joséphine-Augustine de Tourmont 1831-ben elhunyt, és így a még kiskorú Alice, Eudoxie és Paul félárván maradtak.
Képzettségét egy svájci jezsuita kollégiumban, Fribourgban, s a római Palazzo del Collegio Romanoban nyerte. Írói vénája már korán megmutatkozott, cikkeket írt többek között a Le Correspondant és a La Semaine lapokba. 1848-ban tért vissza Franciaországba, s a 21 éves ifjú tehetségét Alphonse de Lamartine korán felismerve titkárává fogadta, első irodalmi sikereit ezen állásában aratta.
Nevének használatában demokratikus elveinek megfelelően elhagyta a grófi cím jelölését.
1851-ben drámakritikusként kezdett karriert a Le Pays-nél, majd 1855-ben, amikor Théophile Gautier távozott a La Presse napilaptól, az igazgató, Émile de Girardin felvette munkatársnak. Itt Théophile Gautier-nek, a La Presse fő műkritikusának az utódja lett. 1866-ban az 1865. július 16-án alapított La Libertéhez csatlakozott (amikor Émile de Grirardin átvette a lap igazgatását), majd 1869-ben a Le Moniteur Universel (alcímében a francia császárság hivatalos lapja) munkatársa lett ugyancsak Théophile Gautier utódjaként.
1870-ben, a Második Francia Császárság utolsó napjaiban a képzőművészetek főfelügyelőjévé nevezték ki.
Saint-Victor szinte valamennyi munkája esszékből áll, a legismertebb az Hommes et dieux (Emberek és istenek, 1867) című gyűjtemény. Halála félbeszakította a Les deux masques című, négykötetesre tervezett művének kiadását, amelyben az egész modern és ókori drámairodalmat fel akarta dolgozni. Az 1880-ban megjelent első kötete nagy feltűnést keltett: „A »Moniteur« rendkívül szellemes szini bírálója, ki több lángoló hazafias könyve által szerzett magának Franciaország határain kívül is hírnevet, legújabban »Les deux masques: Tragédie–Comedie« cím alatt adott ki egy vastag kötetet, mely egy nagyobb mű első kötetét alkotja. Ez első kötet 503 lapon a görög dráma történetével foglalkozik, azonban csak Aeschylus van még benne méltatva, s egy valóban elragadó kecsességű bevezetést tartalmaz a dyonisi istentiszteletről, mely a görög dráma alapját képzi. A második kötet alkotja az első rész befejezését s ez Sophokles, Euripides és Aristophanes műveit fogja méltatni, futó pillantással a hindu drámára s különösen Kalidasára, „Sakuntala“ költőjére. A második rész első kötetét Shakespeare, a zárkötetet pedig a francia dráma méltatása fogja alkotni. Az eddig megjelent testes kötet minden tekintetben kitűnő, szellemes munka, világos tárgyalással, s valódi költői felfogással” – írta a Pesti Hírlap.
A második kötet nyomdába kerülése után hunyt el, s bár a harmadik kötet anyagát már összeválogatta, de még nem szerkesztette véglegesre, s mint a 3. kötet előszavában írják a kiadók: „Ez magyarázza, hogy a mű Shakespeare-nek és a modern színháznak szentelt részében miért van néhány olyan arányeltolódás, amely meglepheti az olvasót, és miért vannak olyan hiányosságok, amelyek pótlására nem tett kísérletet. Ez a szép irodalmi emlékmű tehát befejezetlen marad.” Az igen jelentős irodalomtörténeti kötet posztumusz kiadását Saint-Victor barátja, Ernest Renan szorgalmazta és gondozta, tiszteletben tartva az írónak a Les deux masques első kötete előszavában körvonalazott előzetes tervét. Beválogatta a modern színház remekműveiről szóló kritikai tanulmányokat, amelyeket Paul de Saint-Victor már sorozatban megjelentetett a Presse és a Moniteur universel című lapokban, s a szerkesztés során eltüntette a megjelenés efemer jellemzőit, mert nem volt helye a műben, „amelyben a Szerző a színház barbár és mitikus eredetétől kezdve csúcsról csúcsra szárnyal, végigrepülve a drámairodalom történetén”.
Saint-Victor kritikai szelleme jelentős, de meglehetősen egyoldalú volt. Sokat köszönhetett Théophile Gautier-nek, de írásaiban a stílusbeli díszítettséget Gautier-t messze meghaladó mértékben vitte tovább. Ahogy Francisque Sarcey jellemezte stílusát a párizsi 1870. évi ostrom idején a galambokkal történő postaszolgálatról írt sorairól: „Paul de Saint-Victor prózában örökíté meg őket, mely azonban költőibb sok költeménynél. A czikk oly szép, hogy egész terjedelmében megőrizzük”. Az 1880-ban megjelent Les deux masques című drámatörténeti munkájának méltatásakor „a franciák egyik legfényesebb tollú műítészeként” említették, s „A toll Paolo Veronese-je” címmel illették. Nekrológjaiban említik, hogy már Lamartine azt állította, hogy „kék szemüveget kell fölvennie, ha olvasni akarja”, s Charles-Augustin Sainte-Beuve „A mondatfűzés Don Juanjának” nevezte. Mindezen kortársi dicséretek után a századfordulón már kritikusabb észrevételek olvashatók műítéletéről, különösen a modern stílustörekvésekkel szembeni ellenérzése miatt.
Rachel világhírű színésznő nővére, Adélaïde (Lia) Félix színésznő volt egy ideig az élettársa, akitől 1860. október 26-án (másutt 1859-ben) született egy leányuk, Claire, aki később is apja mellett maradt. Edmond de Goncourt volt a keresztapja, és a Goncourt fivéreknek írt leveleiben Saint-Victor sűrűn beszámolt a „Monmorencyban virágzó kis Claire” életéről.
A francia Becsületrend lovagi címét 1860-ban nyerte el, 1879-ben pedig tiszti rangot kapott.
A Père-Lachaise temetőben helyezték végső nyugalomra, sírját Eugène Guillaume róla mintázott büsztje díszíti.

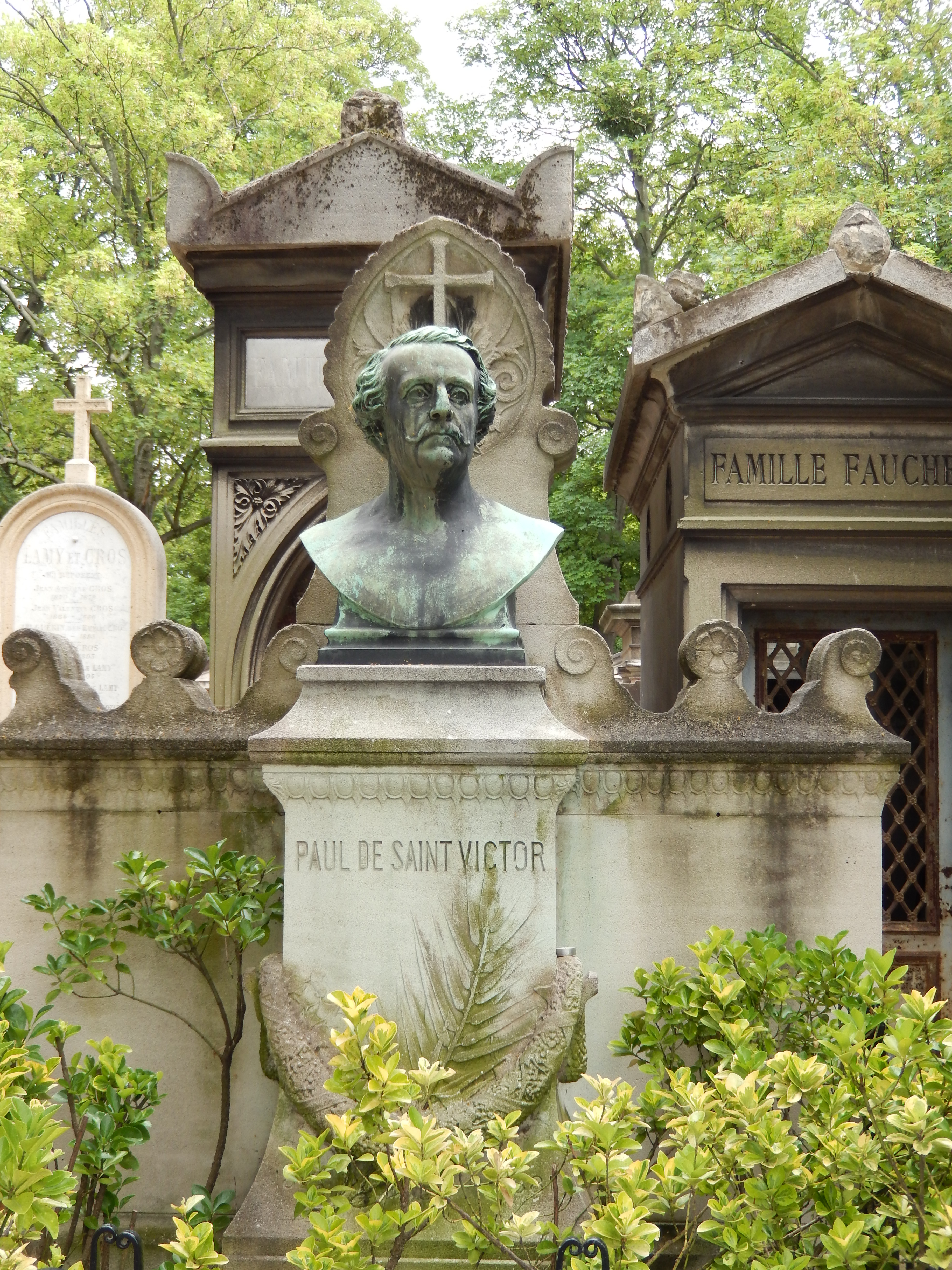
Sírja a Père-Lachaise temetőben (9. divízió)

Léon Riotor tanácsos 1926-ban Párizs város tanácsához előterjesztést nyújtott be annak érdekében, hogy az íróról Párizsban egy új utat nevezzenek el.

## Fő írásai
- Hommes et dieux, études d'histoire et de littérature (Emberek és istenek, történeti és irodalmi tanulmányok), Párizs, 1867 6. kiadás, Párizs, 1882
- Les femmes de Goethe (Goethe asszonyai) (Párizs, 1869)
- Lamartine, avec un portrait gravé sur acier, Párizs, 1869. 12 p.

- Barbares et bandits. La Prusse et la Commune (Barbárok és banditák. Poroszország és a Kommün), Párizs, 1871. Online, Gallica
- Les deux masques: tragédie, comédie (A két álarc: tragédia és komédia), 3 kötet, 1880–1884 1. kötet, 1880, 551 p.; 2. kötet, 1882, 577 p.; 3. kötet, 1884, 655 p.
- Victor Hugo, 1884.(Victor Hugo, Párizs, 1892. 388 p.)
- Anciens et modernes (Ókoriak és modernek), 1886.
- Le Théâtre contemporain (A kortárs színház): Émile Augier, Alexandre Dumas fils, 1889.

Tárcáinak magyar fordításai megjelentek a kolozsvári Magyar Polgár, az Ellenőr hasábjain, de kortárs kritikáit folyamatosan idézték a napilapok kulturális rovataiban is:
- Tussai Gábor (ford.): Metz-vidéki népdalok. Paul de Saint-Victor után. 1–3. közlemény, Magyar Polgár, 1872. március 9–12. 1872. március 9. 56. szám; 1872. március 10. 57. szám; 1872. március 12. 58. szám
- A pénz. Paul de Saint-Victor után. 1–2. közlemény, Magyar Polgár, 1883. február 18. és 20.[17]
- Amicus/Sámi Lászlóné (ford.): Vastag Vilmos. Írta Paul de Saint-Victor. 1–20. rész. (A Barbárok és banditák, 1871 című tanulmánykötetének VI. fejezete.) Ellenőr, 1873. július 18. 164. szám – 1873. július 30. 174. szám
- Kont Ignác: A klasszikus dráma, I. rész. Paul de Saint-Victor könyve után. Budapesti Szemle. 1887. 51. kötet, 127. szám, 34–53. o.
- Kont Ignác: A klasszikus dráma, II. rész. Paul de Saint-Victor könyve után. Budapesti Szemle. 1887. 51. kötet, 128. szám, 213–223. o.

## Fordítás
Ez a szócikk részben vagy egészben  a   Paul de Saint-Victor című francia Wikipédia-szócikk ezen változatának fordításán alapul.  Az eredeti cikk szerkesztőit annak laptörténete sorolja fel. Ez a jelzés csupán a megfogalmazás eredetét és a szerzői jogokat jelzi, nem szolgál a cikkben szereplő információk forrásmegjelöléseként.

## További irodalom
- Charles Beuchat: Paul de Saint-Victor, sa vie, son œuvre, Paris, Perrin, 1937, 252 p. Online, Gallica